# WWE One Night Stand
WWE One Night Stand foi um evento pay-per-view de luta profissional (PPV), produzido todo mês de junho pela World Wrestling Entertainment (WWE), uma promoção de wrestling profissional com sede em Connecticut. O evento foi criado em 2005 e seu nome se refere ao seu formato original, que é um show de reunião de uma noite para ex-empregados da Extreme Championship Wrestling. Os dois primeiros shows foram promovidos sob a sigla ECW; isso, no entanto, foi alterado para os eventos de 2007 e 2008. Como a WWE lançou sua própria versão da ECW em 2006 como uma terceira marca ao lado de Raw e SmackDown, esses dois shows foram promovidos sob a sigla WWE. O evento final sob o nome One Night Stand foi em 2008 antes de ser renomeado Extreme Rules em 2009. O Extreme Rules de 2009 foi observado pela WWE como uma continuação direta da cronologia One Night Stand; no entanto, o evento de 2010 foi posteriormente promovido como apenas o segundo evento sob uma nova cronologia Extreme Rules, que não é mais uma continuação direta do evento One Night Stand. Extreme Rules, no entanto, continuou o tema de apresentar várias partidas baseadas em hardcore.

## História
Em 2001, a promoção Extreme Championship Wrestling (ECW) foi encerrada devido a problemas financeiros e a World Wrestling Entertainment (WWE) adquiriu os ativos da antiga promoção em 2003. Com o sucesso do documentário The Rise and Fall of ECW (2004), a WWE anunciou que realizaria um show de reunião da ECW em 12 de junho de 2005, no Hammerstein Ballroom no bairro de Manhattan de Nova York, Nova York intitulado ECW One Night Stand. Embora a preparação para o pay-per-view tenha começado em meados de maio, os planos estavam em andamento nos bastidores com vários meses de antecedência. Tommy Dreamer estava encarregado de organizar o evento baseado em hardcore e fazer com que os ex-empregados da ECW participassem, que foram chamados de ECW Originals na construção do show. Ele entrou em contato com várias pessoas, incluindo The Sandman, Sabu, Justin Credible, e o comentarista da ECW Joey Styles. Relatórios posteriores afirmaram que Paul Heyman estava trabalhando com Dreamer para ajudar a preparar o evento. Outros lutadores relacionados à ECW foram adicionados posteriormente ao pay-per-view. O evento foi confirmado publicamente pela WWE através de uma revista Dish Network em março de 2005. Em entrevista ao SLAM! Esportes dias antes de One Night Stand, Rob Van Dam, original da ECW, anunciou que havia perguntado a Vince McMahon sobre a ideia de realizar um evento de reunião da ECW. Embora realizado como um show de reunião para ex-alunos da ECW, lutadores das marcas Raw e SmackDown da WWE também participaram do evento.
A WWE adotou One Night Stand como um evento anual pay-per-view de junho e continuou o tema de apresentar lutas baseadas em hardcore no programa. O evento voltou ao Hammerstein Ballroom para ECW One Night Stand 2006. Pouco antes deste evento de 2006, a WWE estabeleceu uma terceira marca chamada ECW para ex-lutadores da promoção original, bem como novos talentos, para competir. One Night Stand continuaria por mais dois anos (abandonando o nome "ECW" em 2007 e apenas sendo promovido como WWE), até ser substituído por Extreme Rules em 2009. One Night Stand foi originalmente renomeado apenas para Extreme Rules em 2009, mas em 2010, a WWE declarou que Extreme Rules era sua própria cronologia, que não fazia mais parte da cronologia de One Night Stand. Extreme Rules, no entanto, continuaram o tema baseado em hardcore.

## Eventos
| 1                                                 | ECW One Night Stand (2005) | 12 de junho de 2005 | Nova Iorque, Nova Iorque | Hammerstein Ballroom                 | The Dudley Boyz (Bubba Ray Dudley e D-Von Dudley) vs. Tommy Dreamer e The Sandman                                                                       | [ 2 ] |
| 2                                                 | ECW One Night Stand (2006) | 11 de junho de 2006 | Nova Iorque, Nova Iorque | Hammerstein Ballroom                 | John Cena (c) vs. Rob Van Dam em uma luta Extreme Rules pelo Campeonato da WWE Este foi o Money in the Bank de Rob Van Dam                              |       |
| 3                                                 | One Night Stand (2007)     | 3 de junho de 2007  | Jacksonville, Flórida    | Jacksonville Veterans Memorial Arena | John Cena (c) vs. The Great Khali em uma luta Falls Count Anywhere pelo Campeonato da WWE                                                               | [ 6 ] |
| 4                                                 | One Night Stand (2008)     | 1º de junho de 2008 | San Diego, Califórnia    | San Diego Sports Arena               | Edge vs. The Undertaker em uma luta Tables, Ladders, and Chairs pelo vago Campeonato dos Pesos Pesados, onde se Undertaker perdesse, ele deixaria a WWE | [ 7 ] |
| (c) – refere-se ao(s) campeão(s) indo para a luta |                            |                     |                          |                                      | |       |